# Amtsbezirk
Amtsbezirk – jednostka administracyjna, rodzaj gminy zbiorowej, funkcjonującej w Prusach w latach 1874–1945. Były to okręgi urzędowe o zróżnicowanym obszarze, które w dzisiejszym ujęciu można umownie nazwać gminami.

## Prusy
Wraz z wprowadzeniem regulaminu gminneho dla sześciu prowincji Prus Wschodnich od 13 grudnia 1872 do 1 stycznia 1874 zniesiono władzę policji dworskiej. Nie została ona jednak przekazana gminom jednostkowym czy powiatowom, lecz powierzona nowym włodarzom. Byli oni wybierani przez radę okręgowa dla swojego okręgu, Amtsbezirk, a mianowani przez króla, później przez prezydenta, a ostatecznie przez starostę powiatowego. W skład Amtsbezirku wchodziło po kilka jednostkowych gmin wiejskich (Landgemeinen) lub obszarów dworskich (Gutsbezirke), natomiast gminy miejskie pozostawały odrębnymi Amtsbezirkami. Większe jednostkowe gminy wiejskie lub obszary dworskie mogłyby niekiedy tworzyć odrębne Amtsbezirki (tzw. Eigenamtskreis).

## Obszary polskie wcielone do III Rzeszy podczas II wojny światowej
Po ataku na Polskę i późniejszej aneksji Kraju Warty i Gdańska-Prus Zachodnie przez III Rzeszę w okresie 26 października–20 listopada 1939, administracja tzw. „przyłączonych terenów wschodnich” (eingegliederte Ostgebiete) i funkcjonujących tam gmin została dostosowana do prawa Rzeszy. Gminy miejskie i większość ważniejszych miast podlegały od 1 stycznia 1940 stopniowo niemieckiemu kodeksowi miejskiemu z 30 stycznia 1935 obowiązującemu w Starej Rzeszy, a który przewidywał realizację zasady Führera na szczeblu gminnym. Równocześnie artykuł III 1 rozporządzenia przewidującego wprowadzenie Niemiecki Kodeks Miejski na przyłączonych terenach wschodnich (Verordnung über die Einführung der Deutschen Gemeindeordnung in den eingegliederten Ostgebieten) z 21 grudnia 1939 z mocą od 1 kwietnia 1940 stanowłi, że „pozostałe” gminy jednostkowe (Gemeinden) winne zostać tymczasowo pogrupowane w gminy zbiorowe (Amtsbezirke) i zarządzane przez komisarzy (Amtskommissare). Jednostki te zostały na nowo zdefiniowane, choć w dużej mierze opierały się na wspólnotach dotychczasowych polskich gmin zbiorowych (Großgemeinden), które z kolei od reformy gminnej w 1934 roku obejmowały po kilka gromad (Dorfgemeinden). Gromady te stanowiły przed reformą 1934 gminy jednostkowe. Jedynie województwo śląskie zachowało podział na gminy jednostkowe do 1945 roku, kiedy to przeszło przez analogiczny proces.

## Szwajcaria
Jednostka o nazwie Amtsbezirk funkcjonowała także w kantonie Berno do 1 stycznia 2010.

## Literatura
- Krasuski, J. (2008). Historia Niemiec.
- Mann, G. (2007). Niemieckie dzieje w XIX i XX wieku. Stowarzyszenie Wspólnota Kulturowa „Borussia”.
- Szwarc W., Model pruskiego sądownictwa administracyjnego w II poł. XIX w. na tle historycznym, „Annales UMCS” sectio G 1988, vol. 35.